# Смирнов Михайло Ілліч
Михайло Ілліч Смирнов (1895, Тверська губернія, тепер Російська Федерація — 25 жовтня 1974, Москва) — радянський військовий і профспілковий діяч, голова ЦК Спілки гірничих робітників СРСР, керуючий вугільними трестами «Сталінвугілля», «Карагандавугілля» та «Уралвугілля», полковник. Член Центральної Контрольної Комісії КП(б)У в грудні 1925 — листопаді 1927 року. Кандидат у члени ЦК КП(б)У в листопаді 1927 — червні 1930 року. Член Центральної контрольної комісії ВКП(б) в липні 1930 — січні 1934 року. Обирався членом ВУЦВК, членом Президії ВУЦВК, членом ЦВК СРСР. Депутат Верховної Ради СРСР 1-го скликання.

## Біографія
Народився в селянській родині. Трудову діяльність розпочав у 1904 році слюсарем на заводі в Москві.
Член РСДРП(б) з 1914 року.
У 1918—1921 роках — у Червоній армії. У 1918 році служив комісаром, брав участь у придушеннях антирадянських повстань у Рибінську, Ярославлі і на Тамбовщині. У 1919 році воював на Південному фронті проти військ російських білих генералів Денікіна і Врангеля. Брав участь у бойових діях проти військ Нестора Махна та у придушенні Кронштадтського повстання 1921 року.
З 1921 року працював на відновленні вугільних шахт в Донбасі.
У 1923—1924 роках — голова Полтавської губернської ради професійних спілок. З 1925 року — голова Катеринославської (Дніпропетровської) окружної ради професійних спілок.
У 1928 — січні 1930 року — голова Всеукраїнського комітету (ВУК) Спілки гірників СРСР.
У січні 1930 року — 1931 року — голова ЦК Спілки гірничих робітників СРСР. У 1931—1933 роках — голова ЦК профспілки робітників вугільної промисловості СРСР. У 1933—1934 роках — голова ЦК профспілки робітників кам'яновугільної промисловості СРСР.
У 1934 році — керуючий вугільного тресту «Сталінвугілля» Донецької області.
У 1934 — квітні 1937 року — керуючий вугільного тресту «Карагандавугілля» в Казахській РСР.
З квітня 1937 року — на керівній роботі в Донецькому вугільному басейні: керуючий тресту «Сталінвугілля».
До 1941 року — керуючий вугільного тресту «Уралвугілля».
З червня 1941 року — в Червоній армії. Учасник німецько-радянської війни. У 1941—1942 роках — військовий комісар полку, військовий комісар 269-ї стрілецької дивізії. У вересні 1942—1945 роках — начальник політичного відділу і заступник начальника тилу Брянського фронту із політичної частини; заступник начальника тилу Ленінградського фронту з політичної частини.
У 1946—1948 роках — голова ЦК профспілки робітників вугільної промисловості східних районів СРСР. Працював керуючим Всесоюзного тресту «Гідромеханізація» Міністерства вугільної промисловості СРСР.
Потім — персональний пенсіонер у Москві. Похований на Новодівочому цвинтарі міста Москви.

## Звання
- старший батальйонний комісар
- полковник

## Нагороди
- два ордени Леніна
- три ордени Червоного Прапора (1920, 1921, 6.06.1945)
- орден Вітчизняної війни 1 ступеня (4.06.1944)
- орден Червоної Зірки (1943)
- медалі